# Ferdinand von Parseval
Pour les articles homonymes, voir Parseval.
Ferdinand von Parseval (1791-1854) est un général de cavalerie bavarois. Il fut élevé au grade de Commandeur de l'Ordre de l'Aigle rouge de Prusse.

## Biographie
Fils de Philbert Marie César de Parseval (1765-1796), capitaine d'artillerie à Metz, et de Thérèse de Bergh, Ferdinand Alexandre Louis de Parseval naît à Metz le 27 février 1791. Suivant l'exemple de son père, devenu chambellan du roi Frédéric-Guillaume II de Prusse après avoir émigré, le jeune Ferdinand de Parseval se met au service du roi de Bavière Maximilien Ier. Parseval est d'abord affecté au 1er régiment d'uhlans royal bavarois (de). En 1819, il est affecté ensuite au 3e régiment de chevau-légers royal bavarois (de), où il est promu Major en 1827. Pour ses services, Ferdinand von Parseval reçoit, en 1838, la Croix de 3e classe de l'Ordre de Saint-Stanislas de Russie. Promu Oberstlieutenant en 1841, Parseval est affecté dans le 2e régiment d'infanterie (de), puis dans le 3e régiment d'infanterie (de). Ferdinand von Parseval sert ensuite au 1er régiment de curassiers (de), où il est promu Oberst en 1842  et enfin « Generalmajor und Brigadier der Kavallerie » en 1848. Il conservera le commandement de la 1re brigade de cavalerie jusqu'à la fin de sa carrière. Pensionné à partir de 1852, Ferdinand von Parseval fut élevé au grade de Commandeur de l'Ordre de l'Aigle rouge de Prusse. 
Marié à Paris en 1821 avec l'Irlandaise Fanny O'Hegerty, Ferdinand von Parseval décède le 13 novembre 1854 à Erlangen en Bavière.

## Sources
- Borel D'Hauterive, Annuaire de la Noblesse de France, vol.56, 1900.
- (s.n.):Armee-Befehl, Bayern Armee, Munich, 1816-1855.